# Европейский маршрут E22

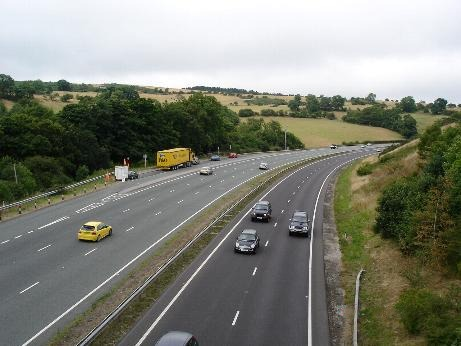
Е22 в Уэльсе, Великобритания

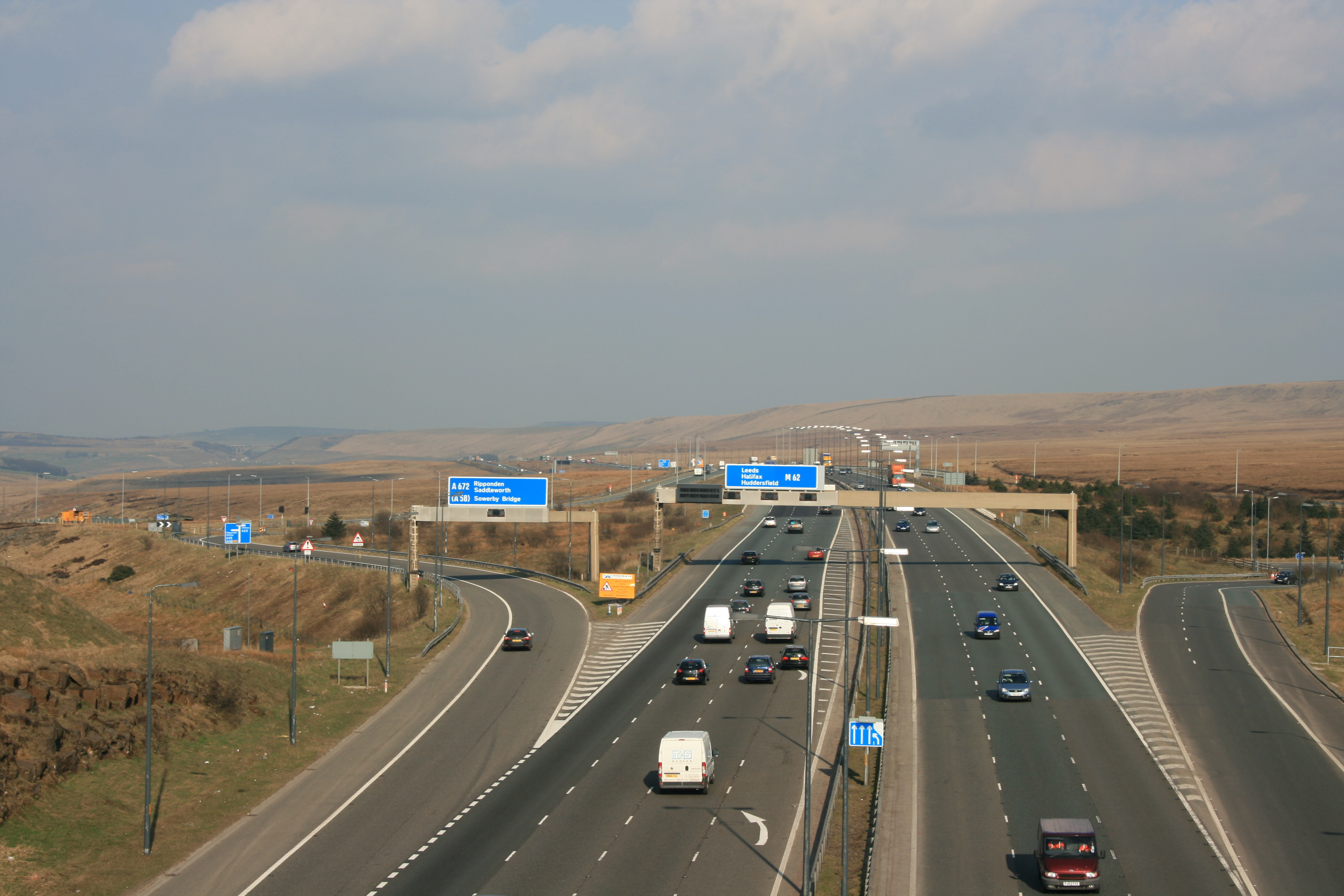
Е22 в Уэст-Йоркшире, Великобритания

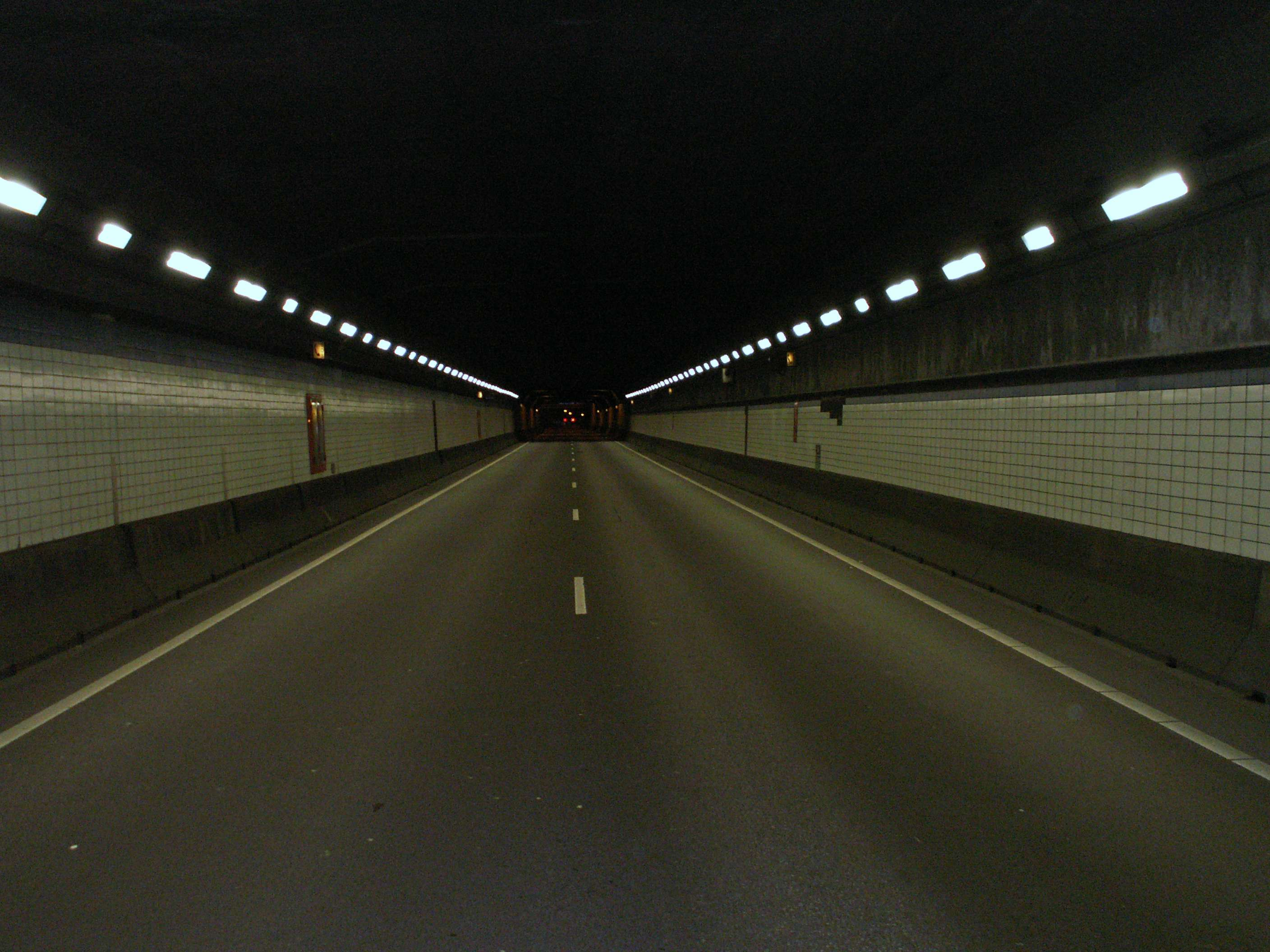
Е22 в Амстердаме: «Кун-туннель» под Нордзе-каналом, Нидерланды

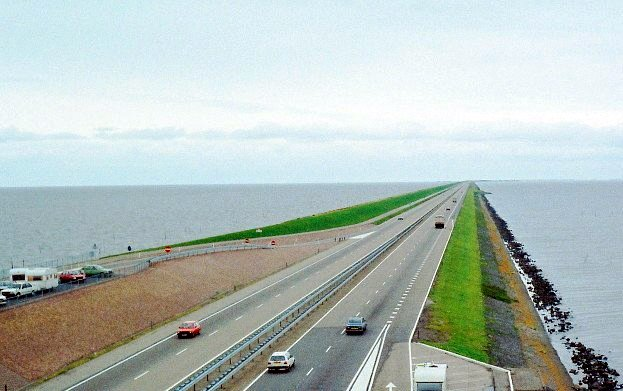
Е22 на Афслёйтдейк, Нидерланды

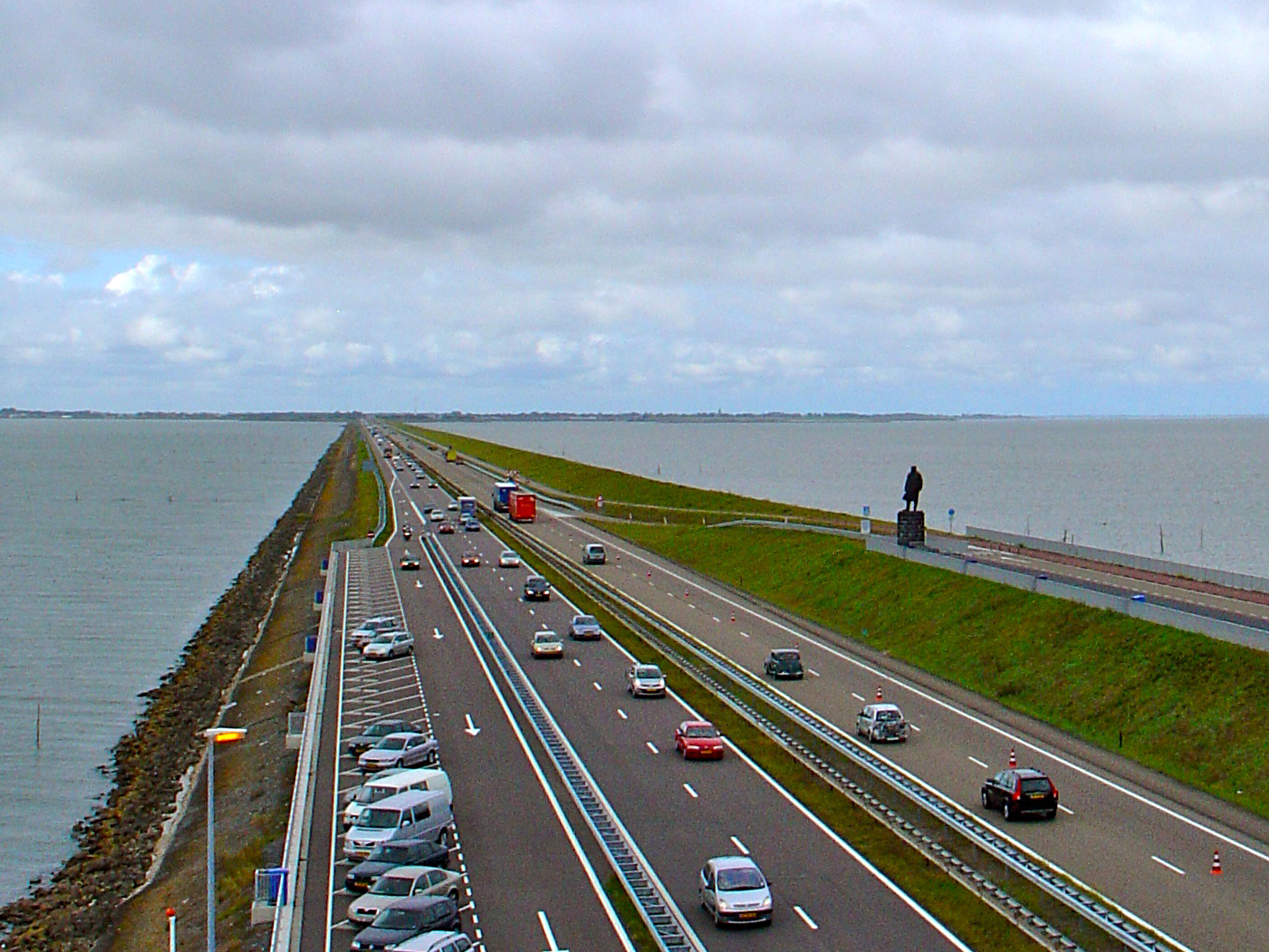
Афслёйтдейк с обзорной площадки

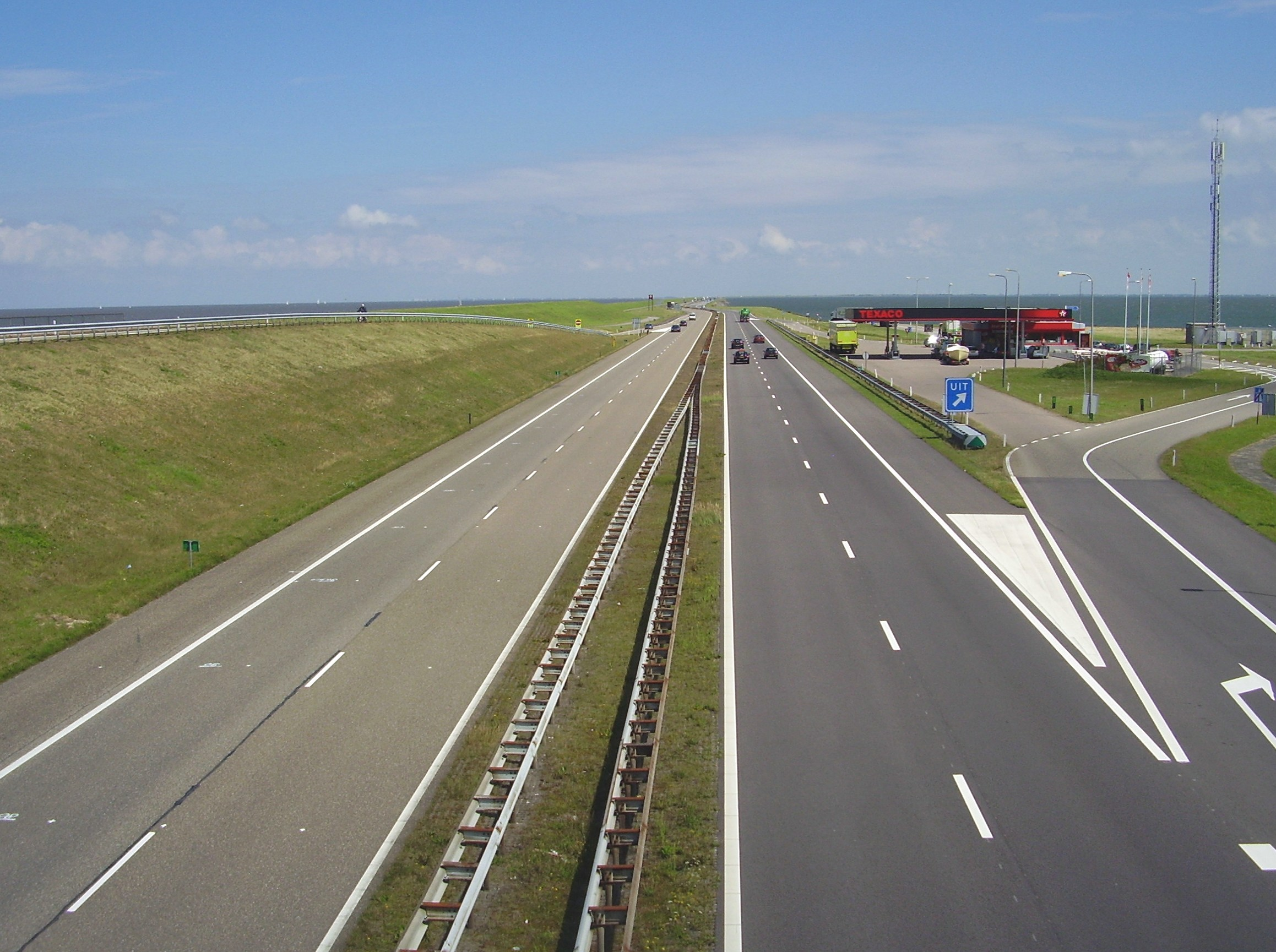
АЗС «Texaco» на дамбе Афслёйтдейк

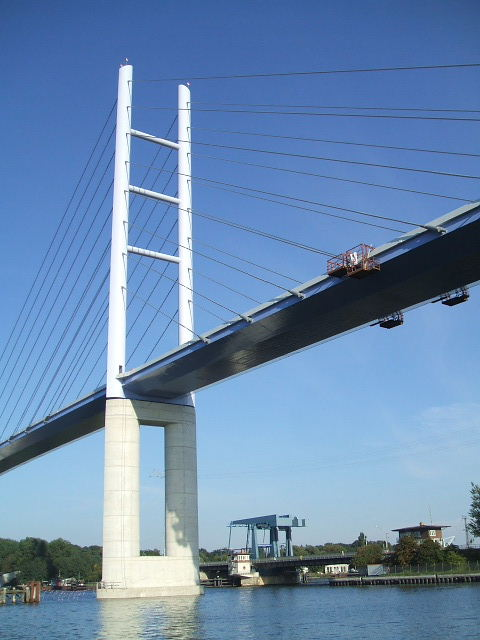
Е22 в Германии: Рюгенский мост

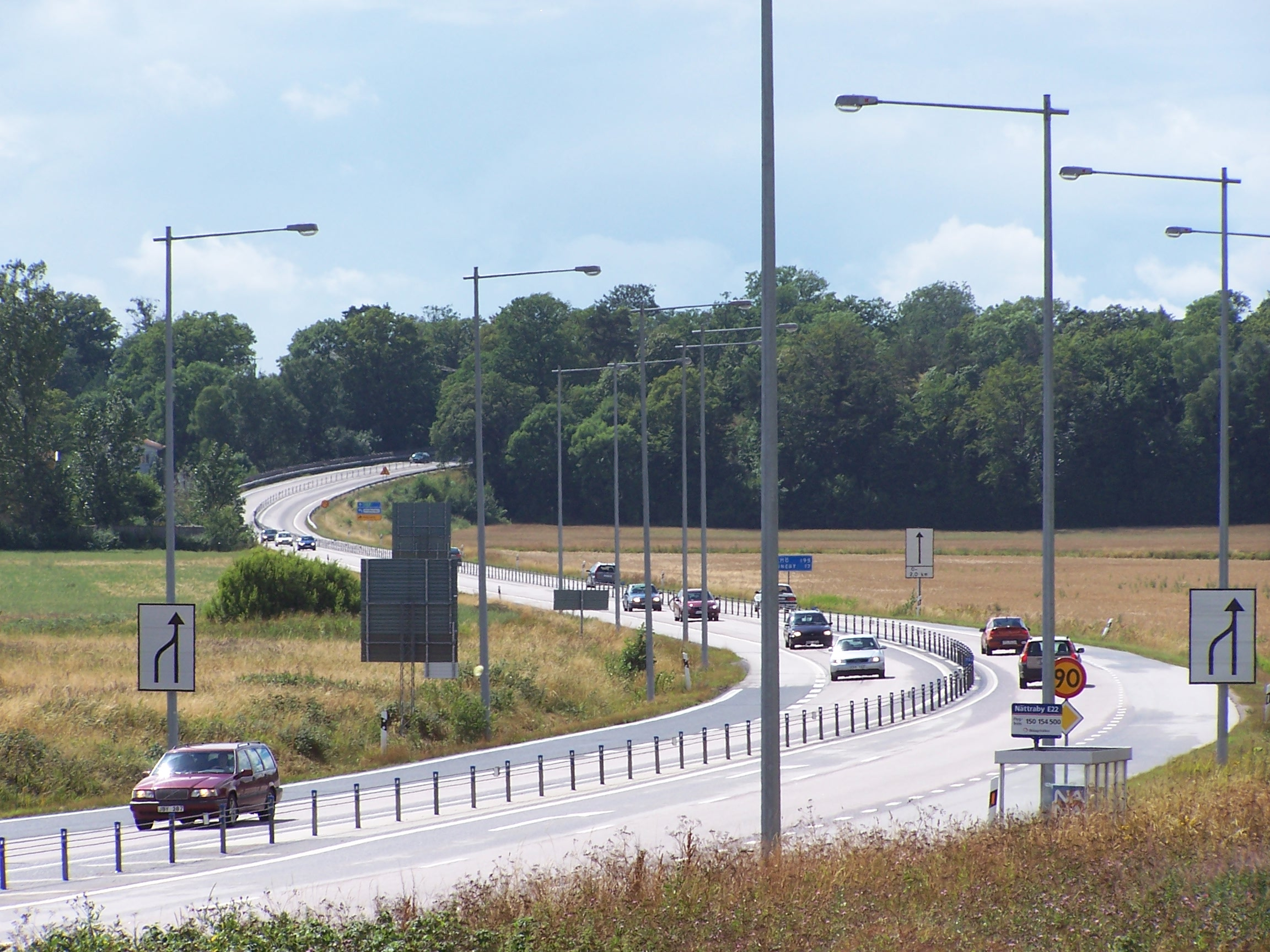
Е22 под Карлскруной, Швеция

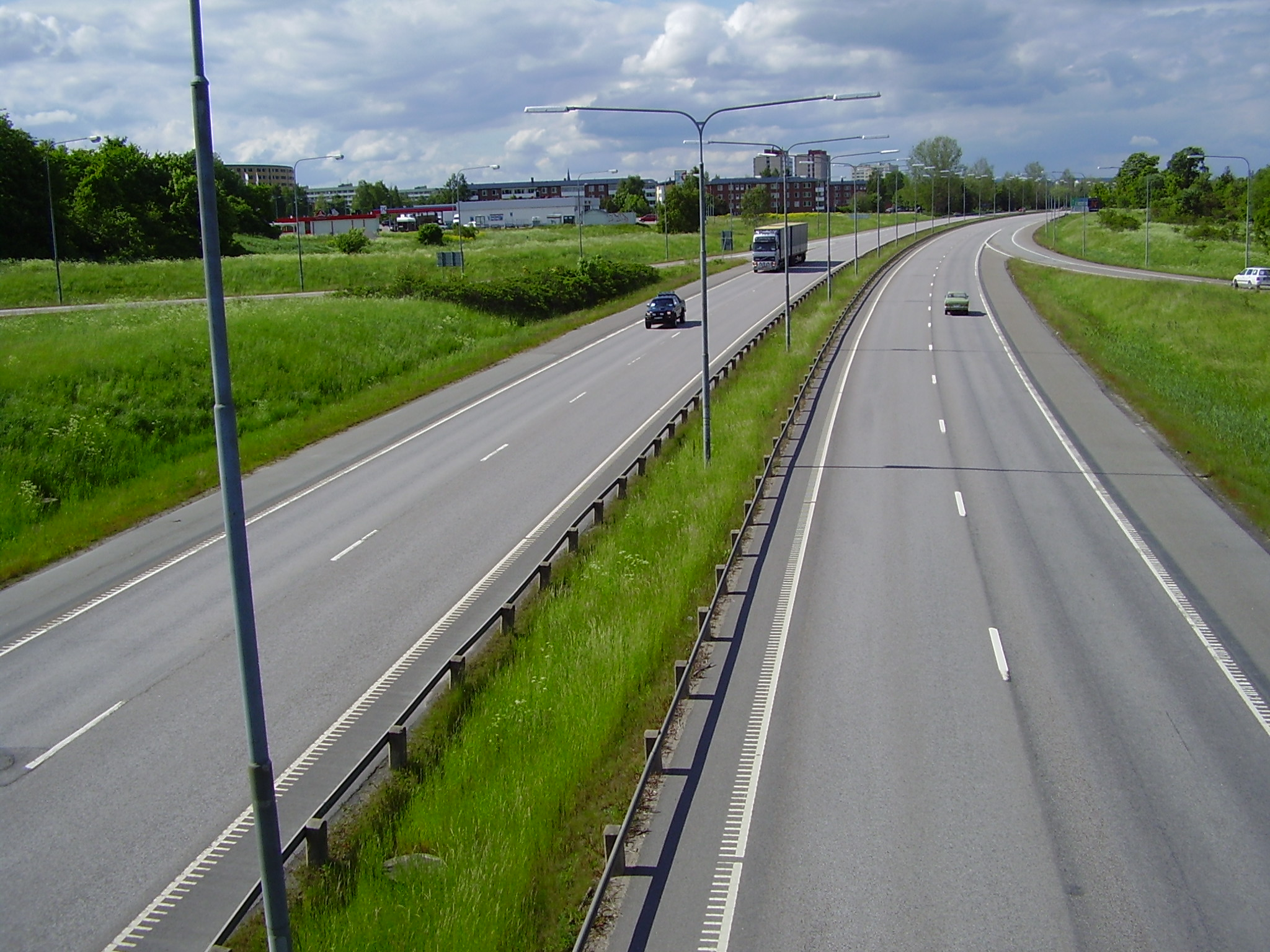
Е22 в Норрчёпинге, Швеция

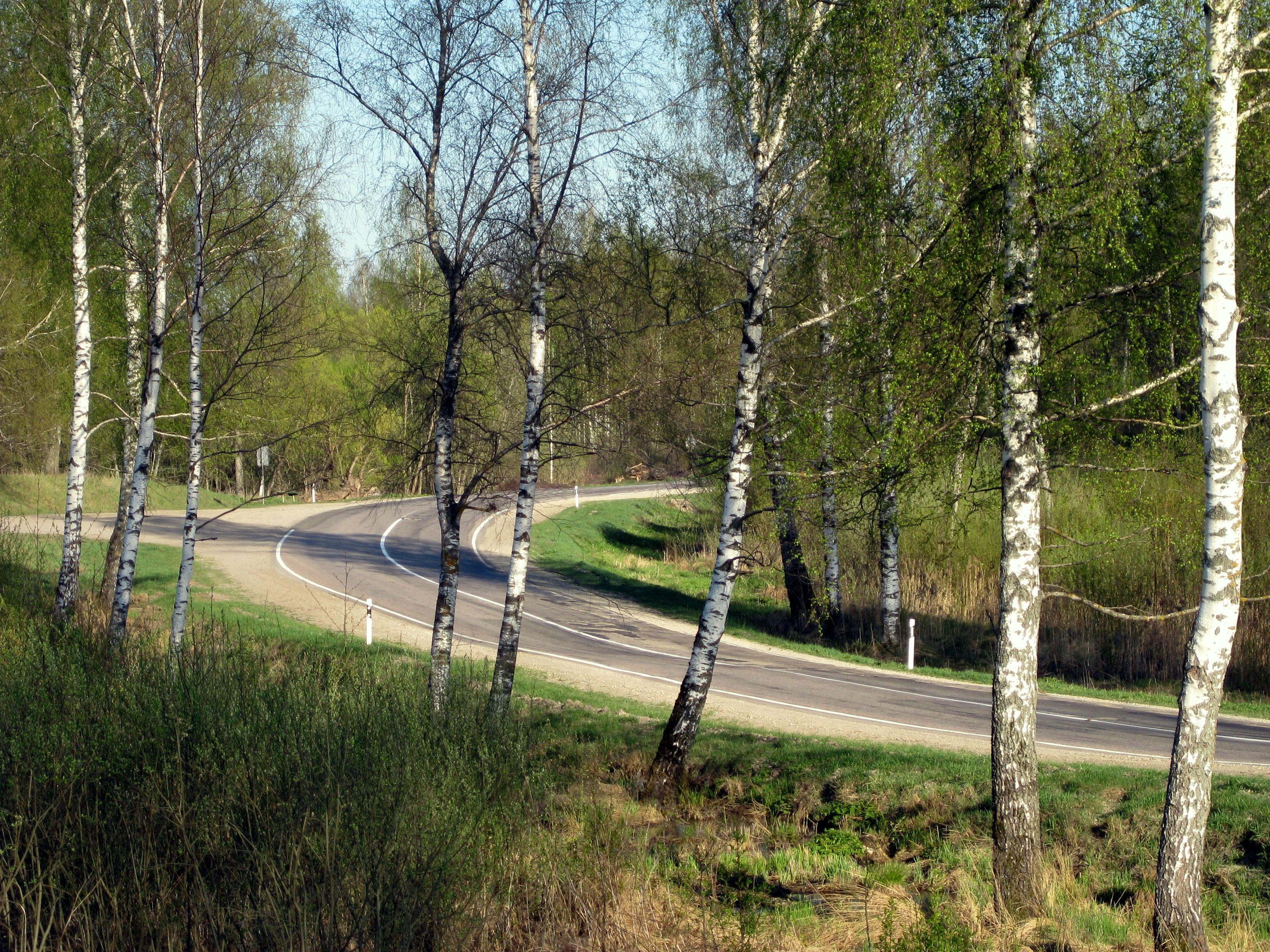
Е22 под Резекне, Латвия

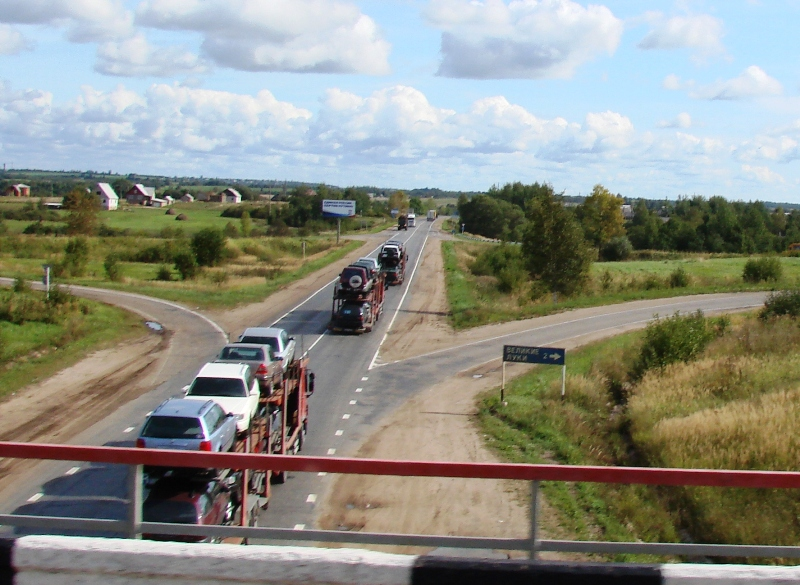
Е22 в Псковской области у Великих Лук

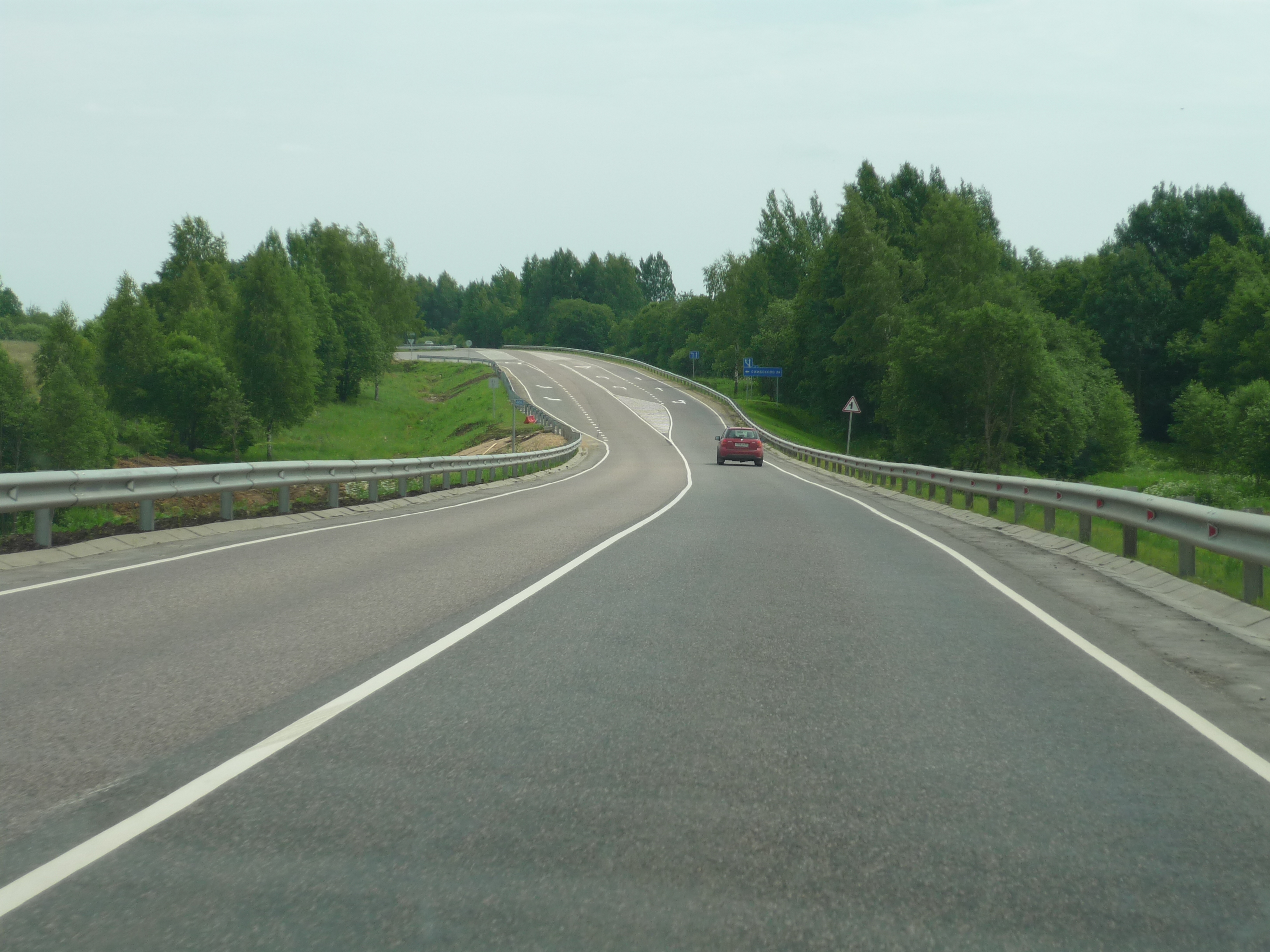
Е22 в Тверской области под Ржевом

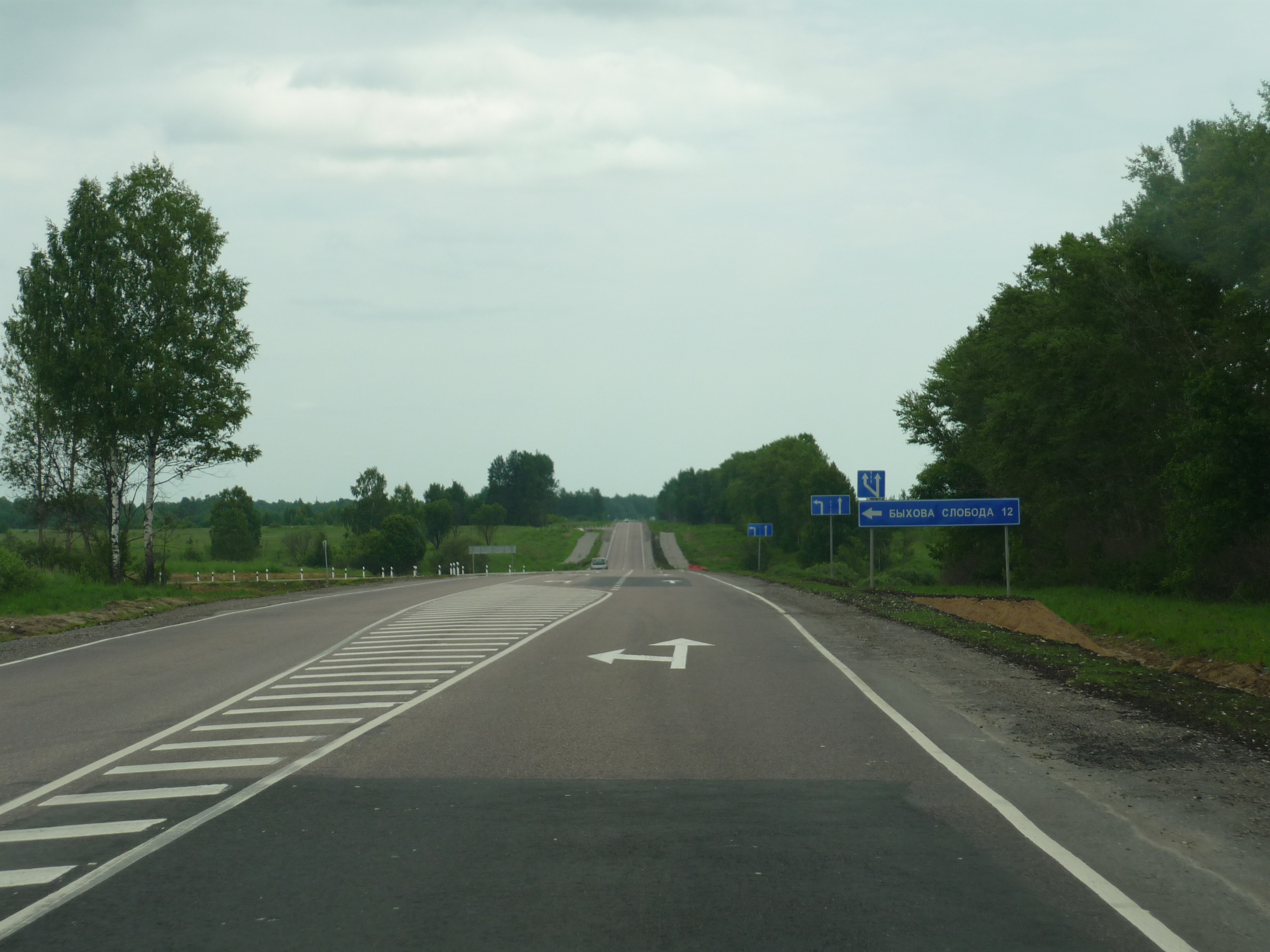
Е22 в Ржевском районе Тверской области после капитального ремонта

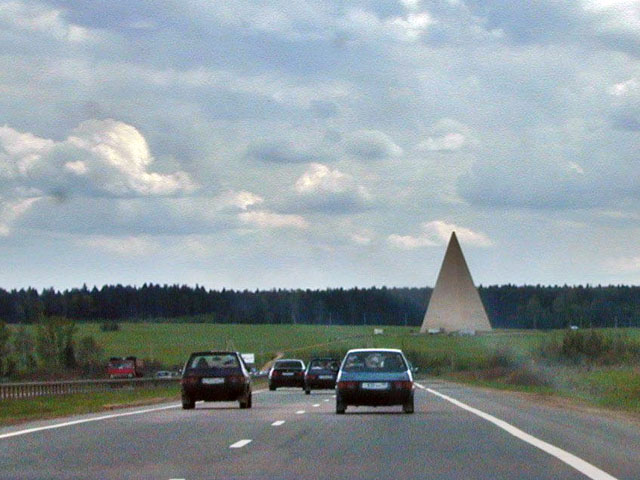
Скоростной участок Е22 в Подмосковье у Пирамиды Голода

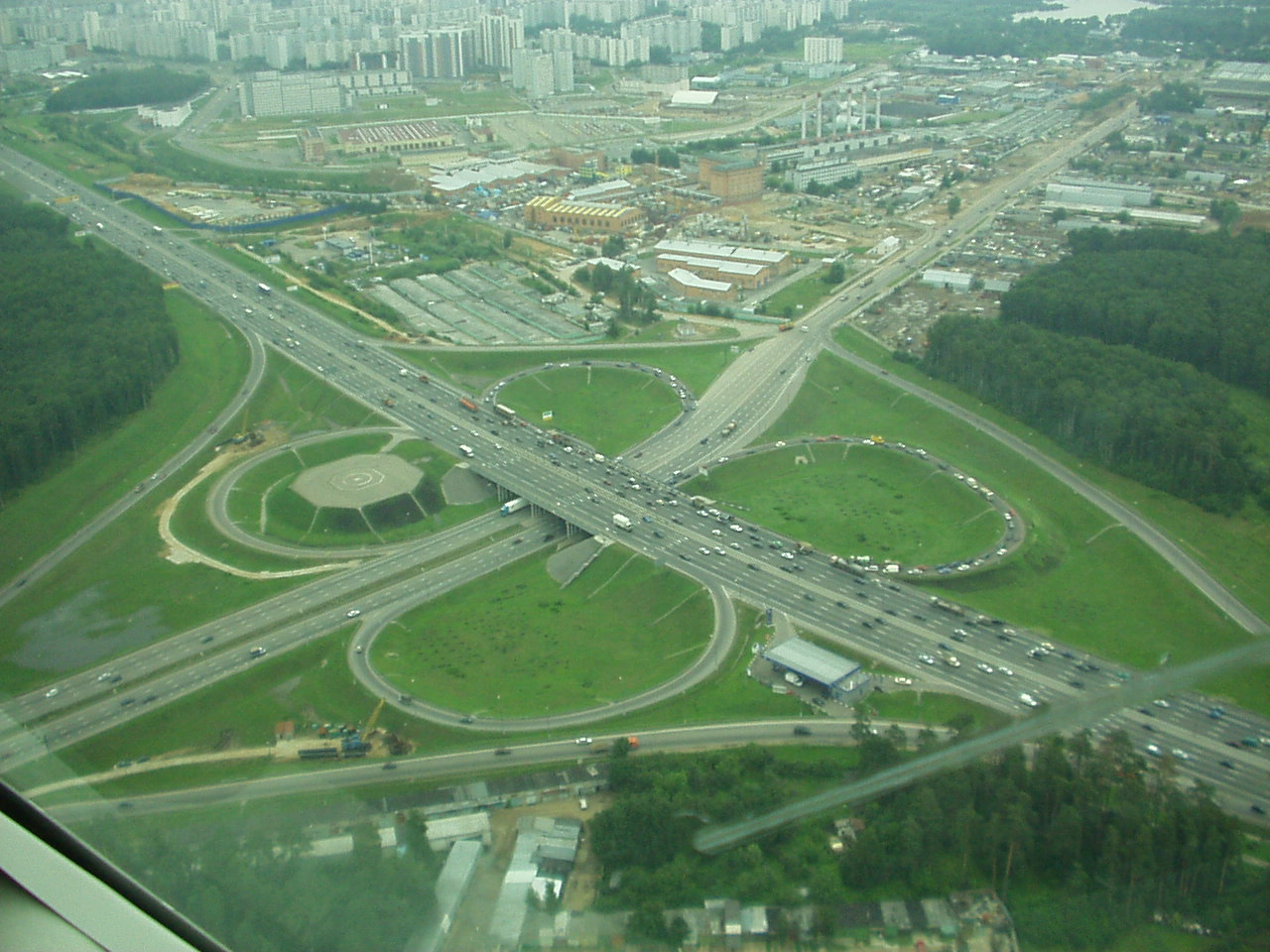
Е22 в Москве: пересечение МКАД и М9

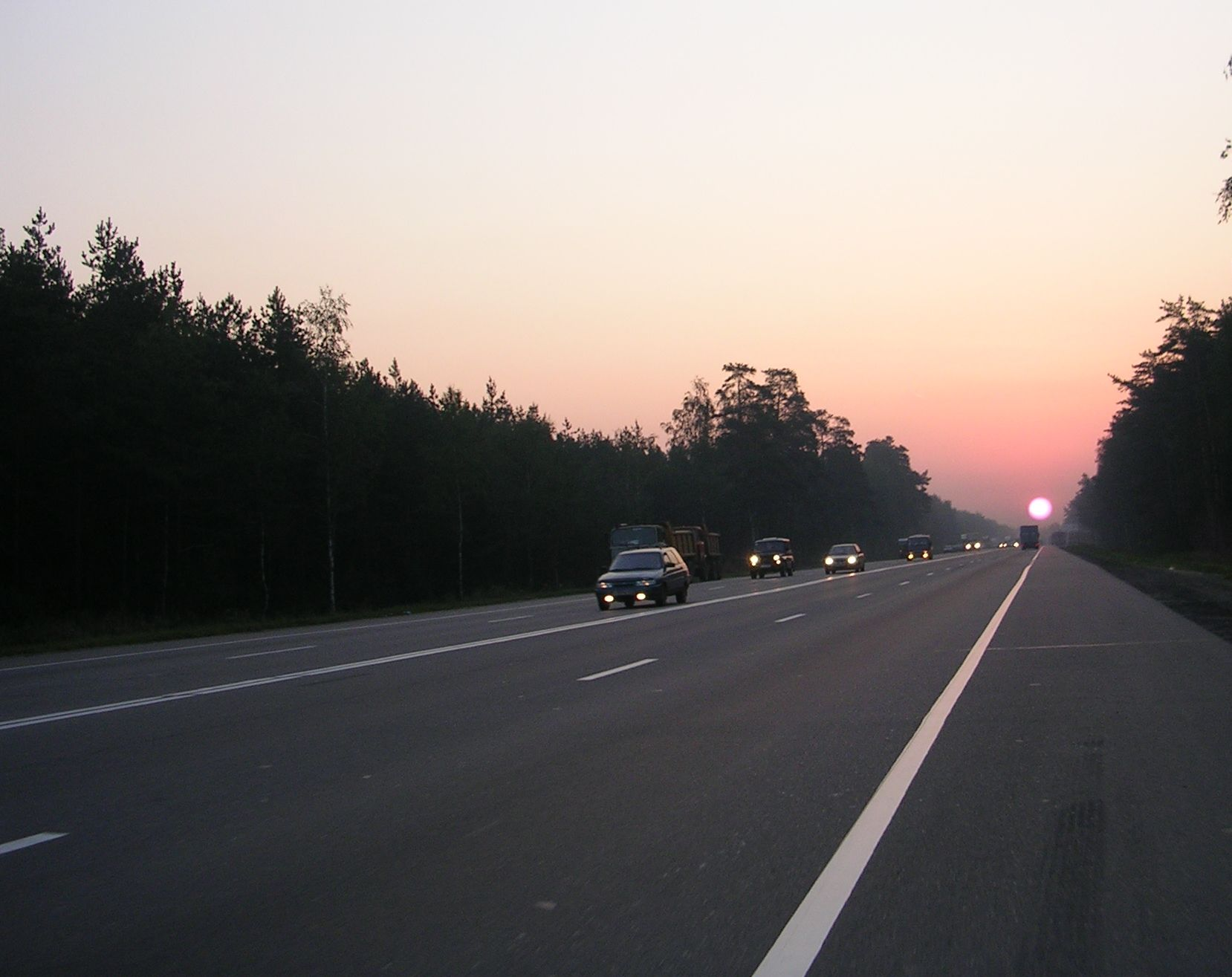
Е22 в Московской области у Малой Дубны

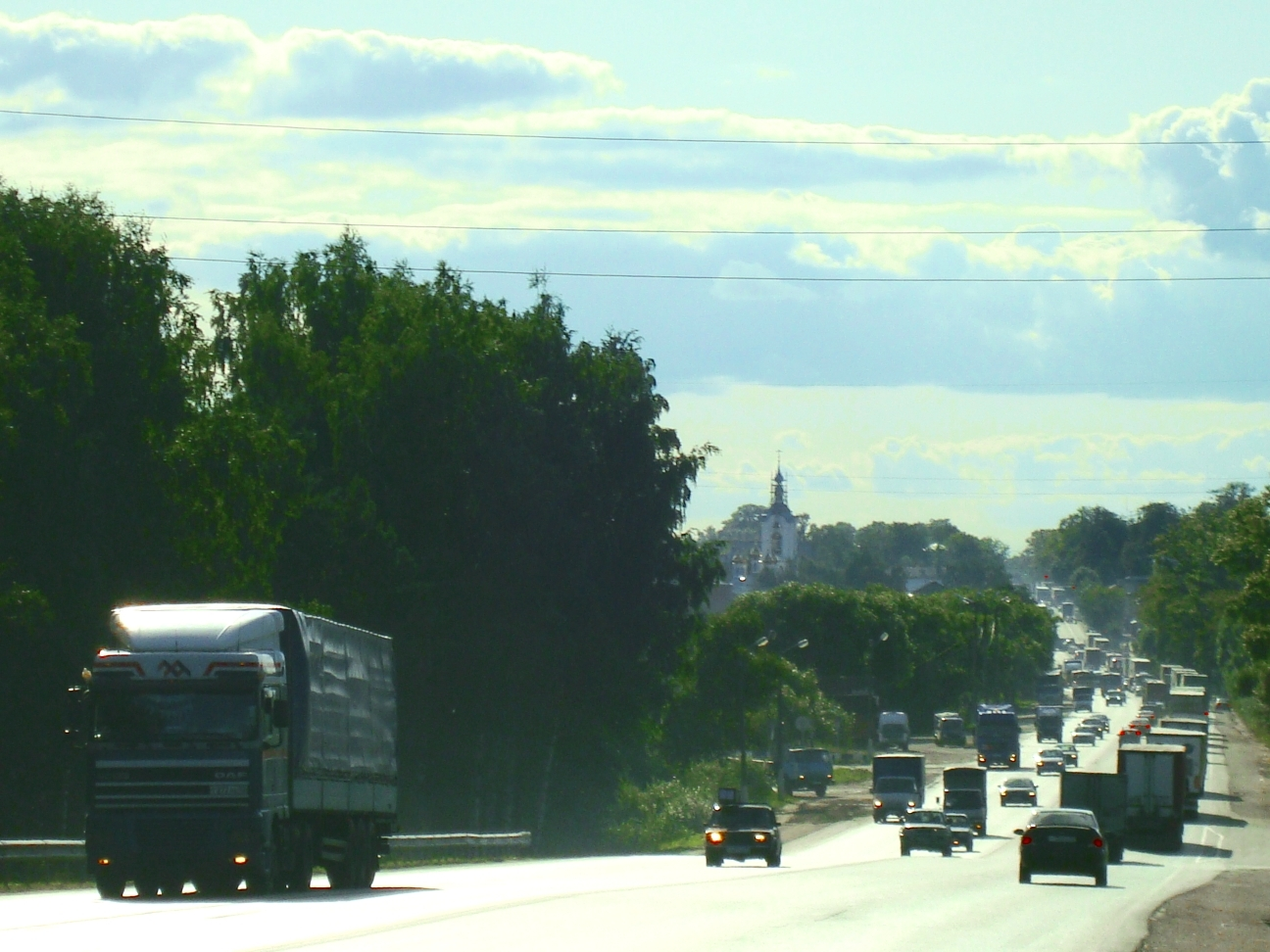
Е22 в Покрове, Владимирская область

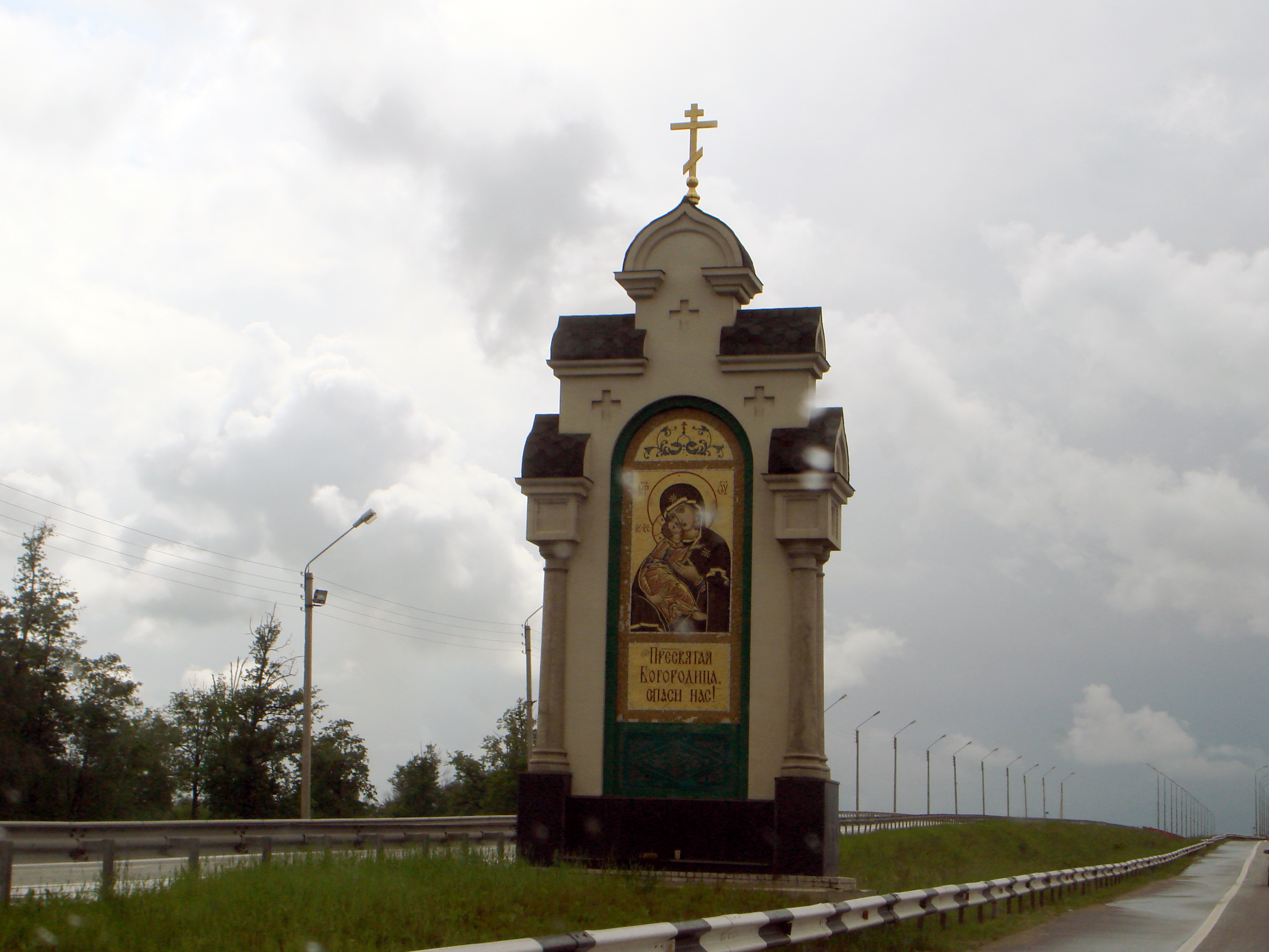
Киот с иконой Богородицы на границе Владимирской и Нижегородской областей

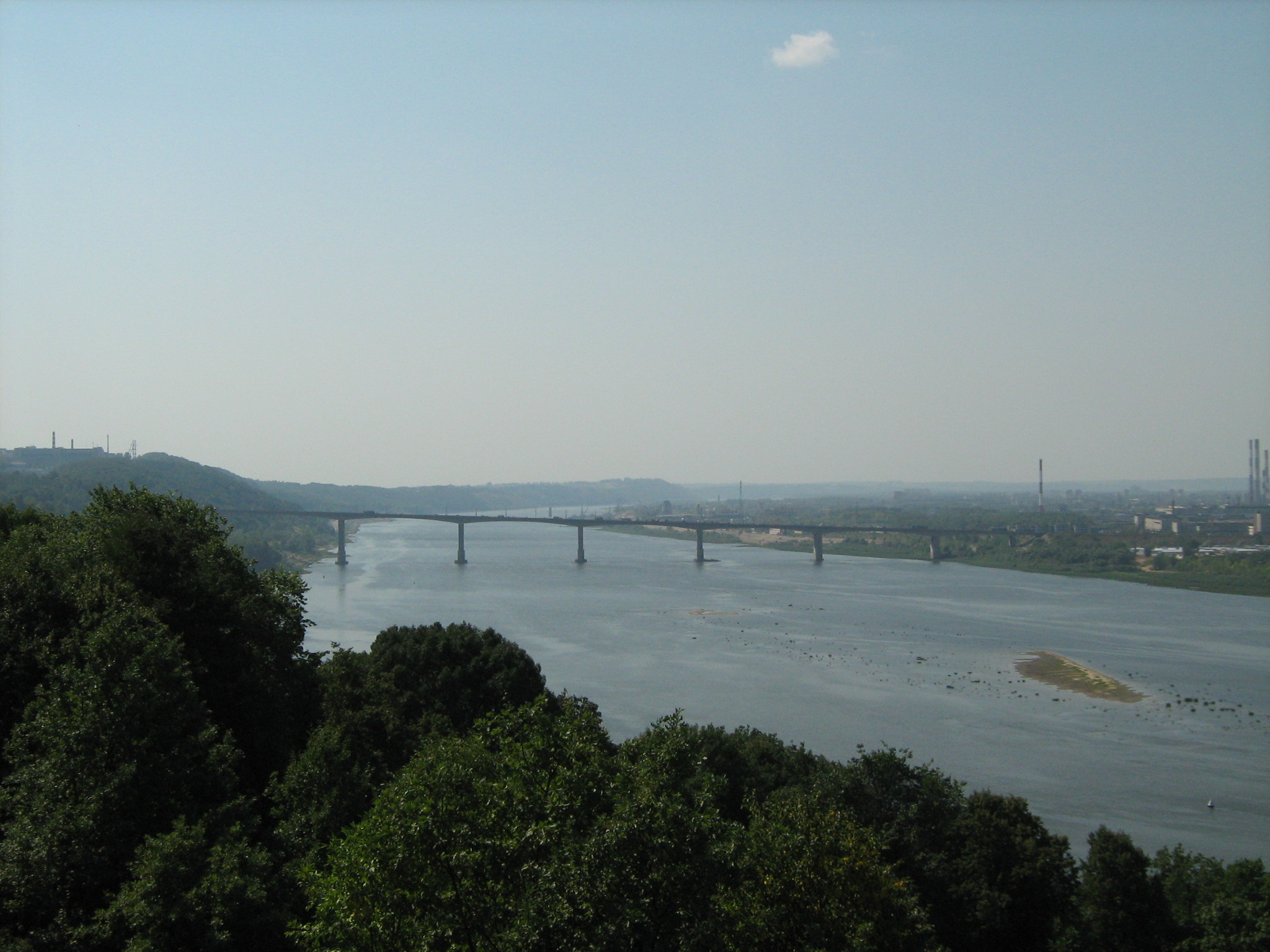
Мызинский мост в Нижнем Новгороде

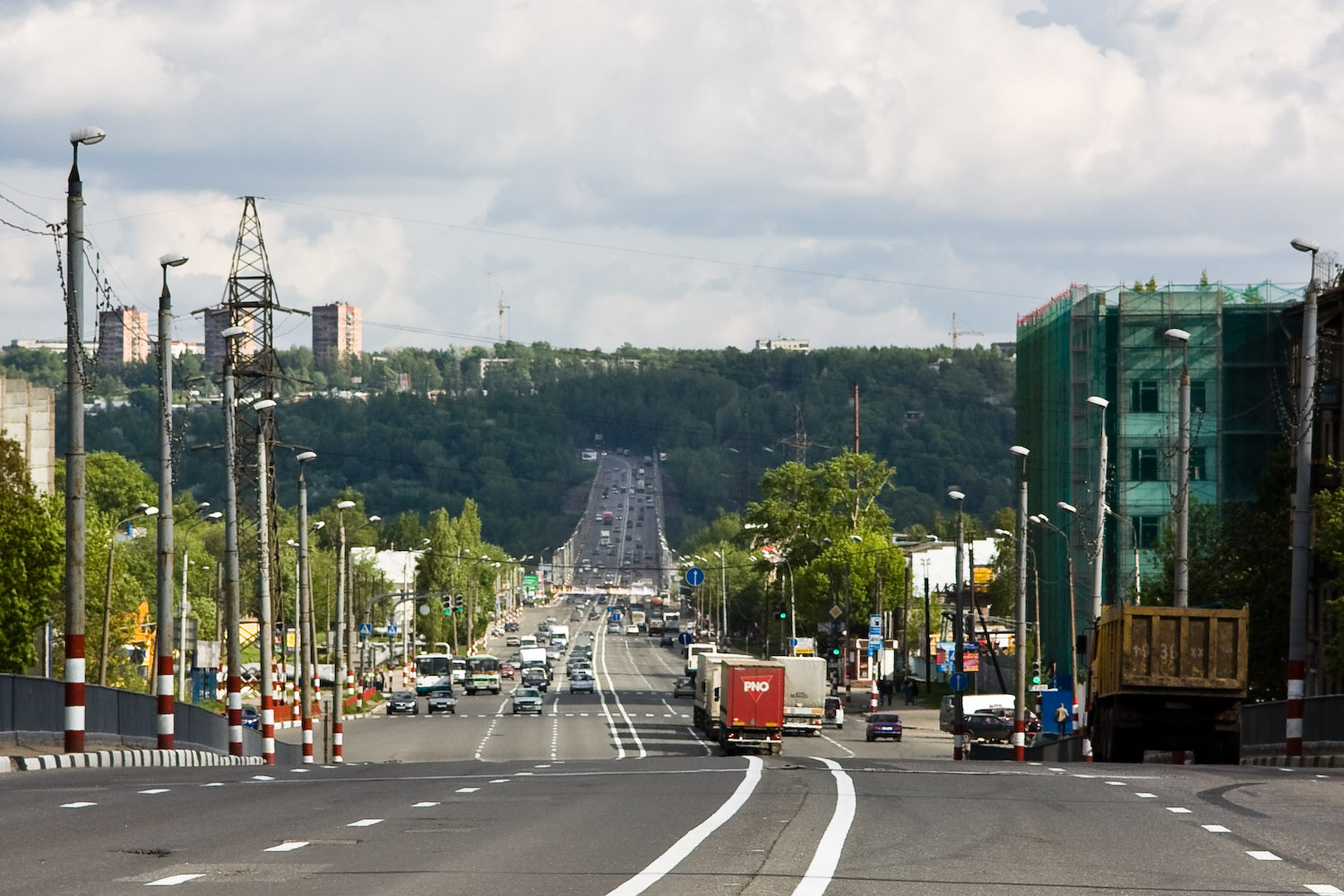
Е22 в Нижнем Новгороде

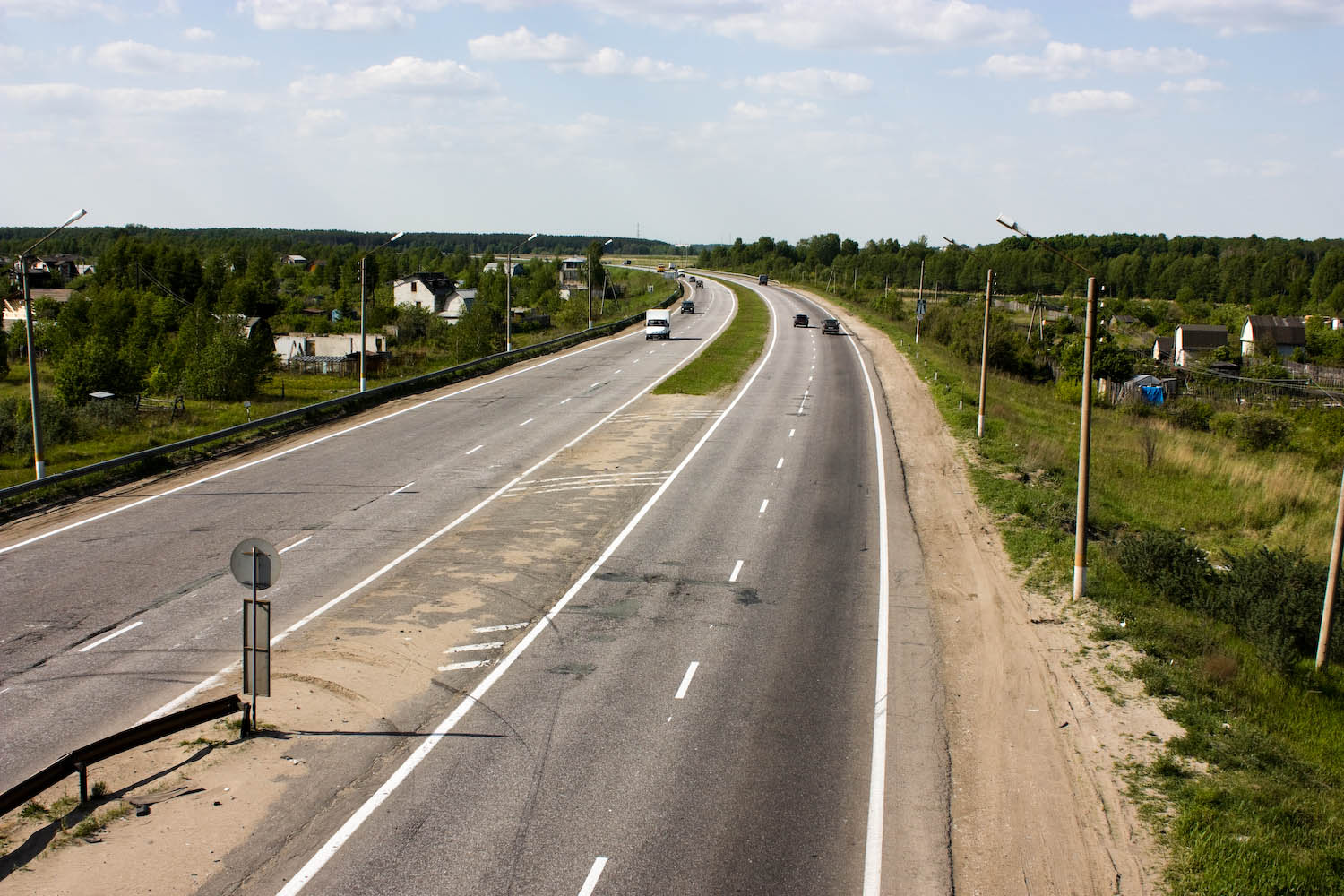
Южный обход Н. Новгорода (1-я очередь)

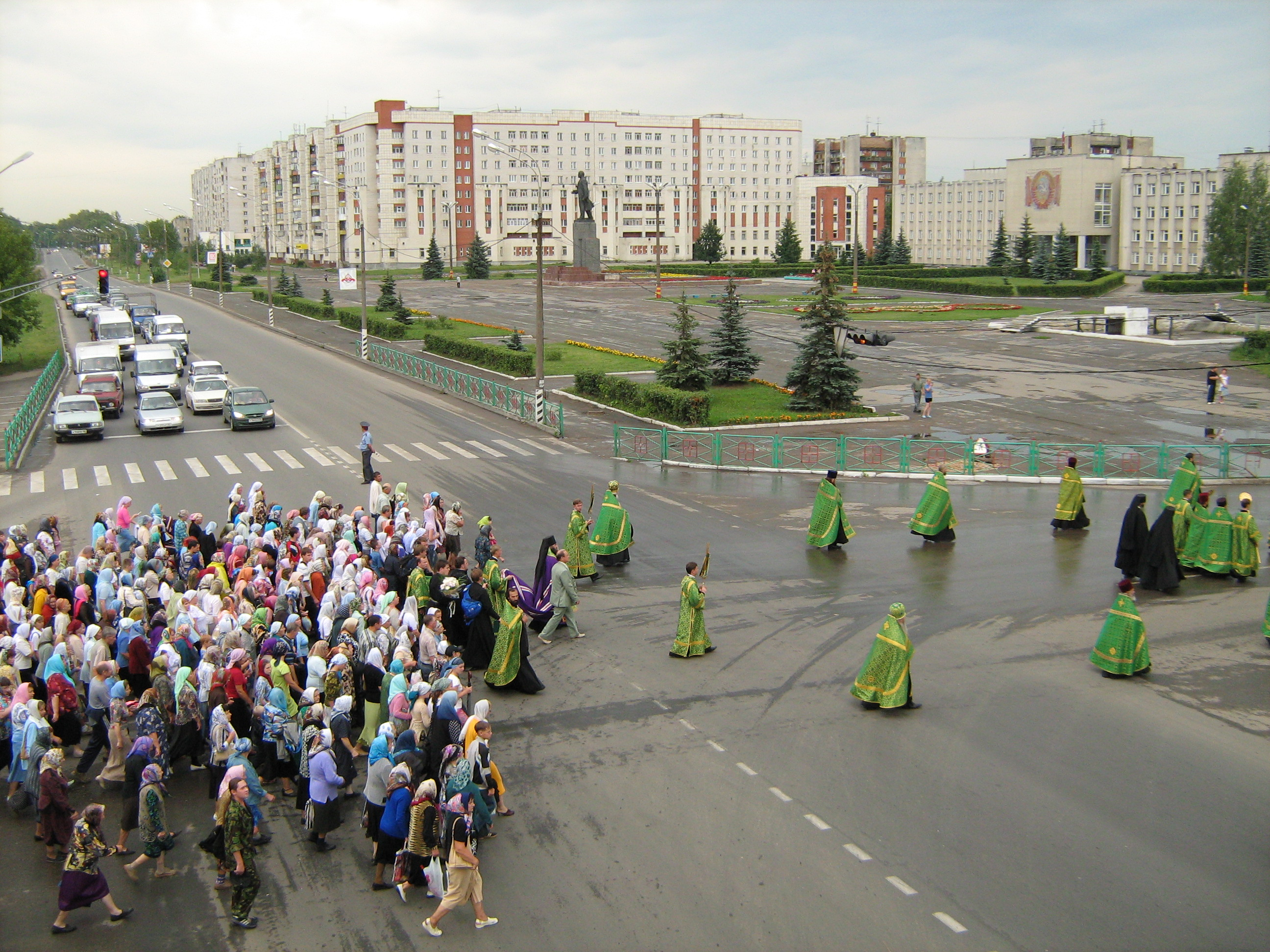
Е22 в Кстово, во время крестного хода

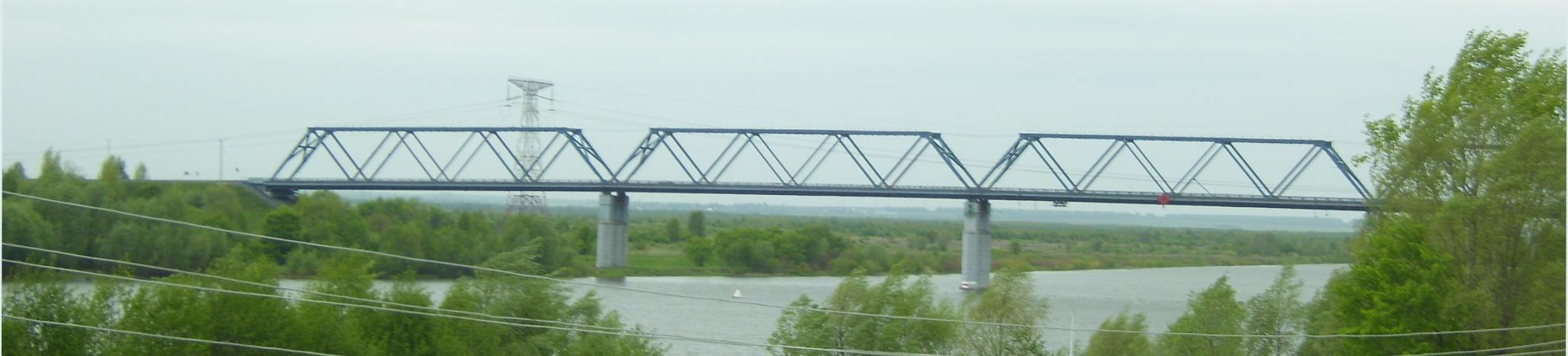
Мост через Суру, Чувашия

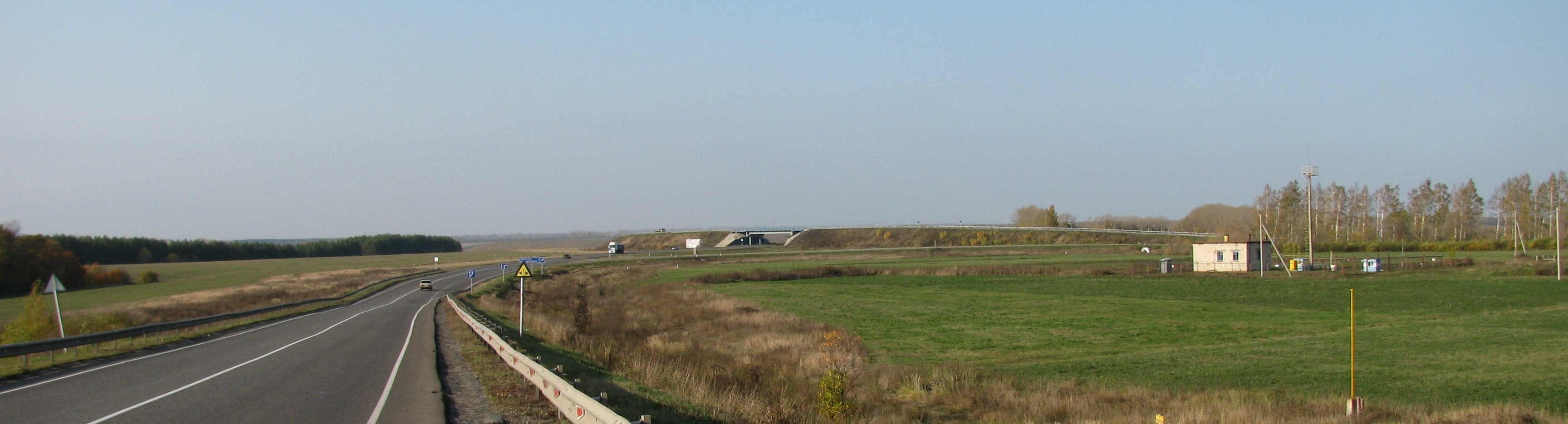
Развязка у Тюрлемы. Тюрлема — направо («старая» дорога), Чебоксары — прямо («новая» дорога). Чувашия у границы с Татарстаном

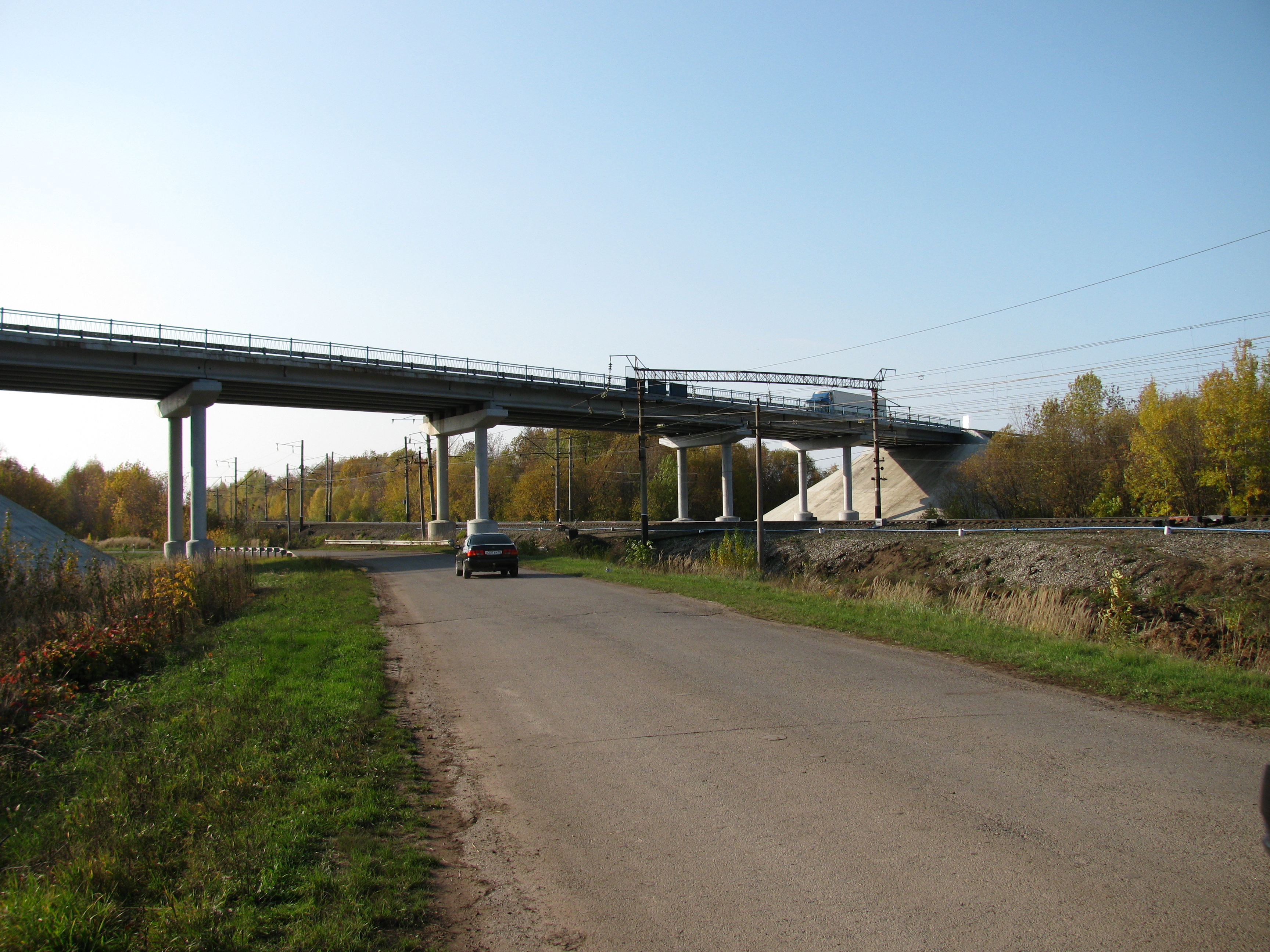
Мост Е22 над Горьковской ж/д-веткой, у Тюрлемы, на границе Чувашии и Татарстана

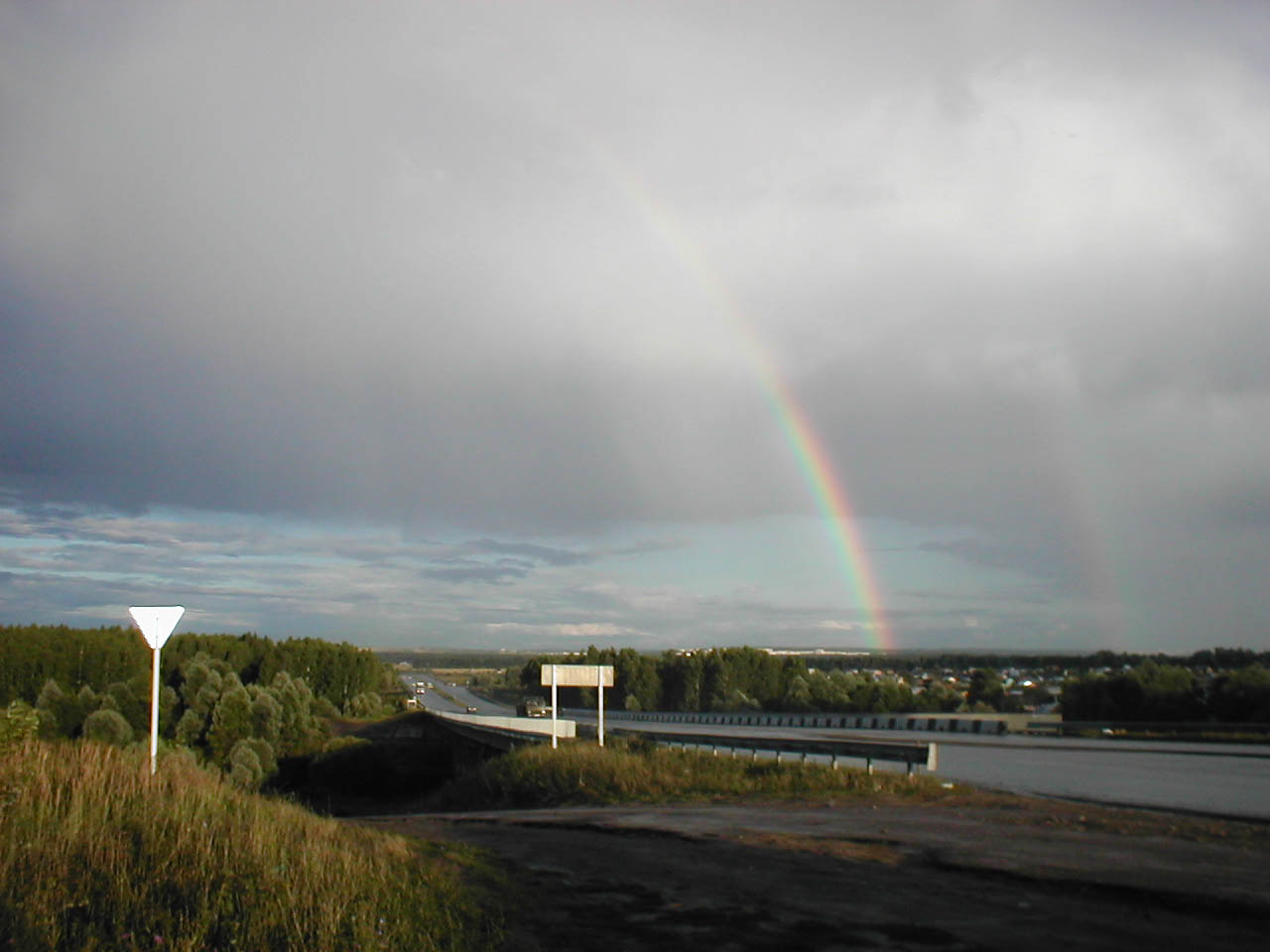
Мост через реку Казанка со съездом к Малому Голубому озеру на участке Е22 — Казанской объездной дороге

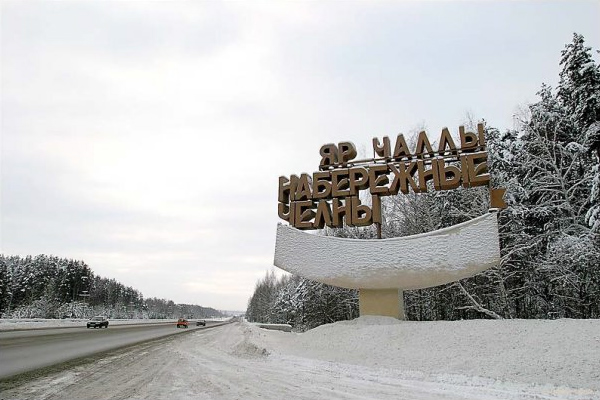
Е22 при въезде в Набережные Челны

Европейский маршрут E22 — европейский автомобильный маршрут из британского Холихеда в Ишим. Маршрут проходит по территории Великобритании, Нидерландов, Германии, Швеции, Латвии и России.

## Маршрут

### Великобритания
- Уэльс
  - A55 Холихед
  -  «Мост четырёх миль» (≈ 1 км)
  -  А5
  -  А4080
  - Лланвайр-Пуллгвингилл  А5025
  -  Мост Британия через пролив Менай (461 м)
  -  A487
  - Бангор
  -  A5
  - Ланвайрвехан
  -  Туннель Пен-и-Клип (≈ 900 м)
  - Пенмайнмаур
  -  Туннель Пенмаэнбах (≈ 630 м)
  - Конуи
    -  Туннель под р. Конуи (≈ 1.1 км)
    - Ландидно Джанкшн  A470

  - Колуин-Бей
  - Абергеле
  - Сейнт-Асаф  А525
  - A494 Хардн
  -  Мост через Ди (≈ 145 м)
- Англия
  -  A550
  - M56 Честер  M53
  - M6 Аппелтон Торн  M56-ВОСТОК
  - M62 Уоррингтон
  - M60 (кольцо Большого Манчестера)
    - Солфорд  M61
    - M62 Уитфилд

  -  M606 на Брадфорд
  - Лидс  M1
  - M18  M62-ВОСТОК
  - M180  M18-ЮГ на Донкастер
  -  Мост через Трент (≈ 270 м)
  -  M181
  -  А15 на Сканторп
  - A180  A15 на Кингстон-апон-Халл
  -  А160
  - Иммингхам
  -  Гримсби (паромная переправа отсутствует)

### Нидерланды
- Провинция Северная Голландия
  - A10  Амстердам-ЦЕНТР (Амстердамское кольцо)
    -  «Кун-туннель» под Нордзе-каналом (1283 м)
    - A8 Амстердам-Остзан

  - A7 Зандам  A8-СЕВЕР
  - Пюрмеренд  N235
    -  Мост через Нордхолландс-канал

  -  N244
  - Хорн  N302
  - Вирингерверф  N240
  - Ден-Увер
  -  Дамба Афслёйтдейк (30 км)
    -  Маяк Ден-Увер 1884 г.
    - Шлюз Стевинслёйзен
    -  Монумент Корнелису Лели и обзорная площадка в середине дамбы
    - Шлюз Лоренцслёйзен
- Провинция Фрисландия
  - Болсвард  N359
  - Снек  N354
  -    Яуре  A6
  - Херенвен  A32
  - Драхтен  N31
- Провинция Гронинген
  - Гронинген («Ring Groningen», Кольцо Гронингена)
    -  N372
    -  N370
    -   Мост через Норд-Виллемс-канал (≈ 55 м)
    -  A28E 232
    -  Мост через канал Винсхотердип (≈ 130 м)
    -  Европавэй на Еуроборг
    -   Мост через Винсхотердип (≈ 90 м)
    -  N46

  - Хогезанд  N387
  - Схемда  N362
  - Винсхотен  N367
  -  Мост через канал Винсхотердип (≈ 57 м)
  - Бад-Ньивесханс
  -  МАПП Ньивесханс (бывш.)

### Германия
- Земля Нижняя Саксония
  -   МАПП Бунде (бывш.)
  -  Бунде
  -  Туннель под Эмсом (945 м)
  -  Лер (Восточная Фризия)  -СЕВЕР: Эмден
  - Вестерстеде
  - Ольденбург
    -  Мост через Хунте, каналы Кюстен и Остернбюргер (≈ 490 м)
    -   (восточная объездная)

  - Дельменхорст
  -   E 37 на Оснабрюк, Дортмунд, Кёльн
  - Бремен  E 234 на СЕВЕР: Бремерхафен; на ЮГ: Вальсроде
  - Ойтен
  - Зиттензен
- Земля Шлезвиг-Гольштейн
  - Гамбург
    -  E 45 на СЕВЕР: Фленсбург, Орхус (Дан.), Фредериксхавн (Дан.)  Гётеборг (Шв.), Эстерсунд (Шв.); на ЮГ: Ганновер, Мюнхен, Инсбрук (Ав.), Неаполь (Ит.)
    -  E 26 на Берлин

  -  Любек
    -  Мост через Траве (≈ 206 м)
    -  Мост через Канал Эльба-Любек (≈ 190 м)

  -  207 (2.5 км)  Любек
  -  Мост через Вакениц (≈ 130 м)
- Земля Мекленбург-Передняя Померания
  -  208 (1.5 км) Висмар
  -  Мост через Варнов (≈ 75 м)
  -   (5 км) Росток
  - 96  E 251-ВОСТОК: на Нойбранденбург, Штрасбург
  - Штральзунд
  -  Рюгенский мост через Штрелазунд (2,8 км)
  - Рамбин
  - Замтенс
  - Берген-на-Рюгене
  - Литцов
  -  Зассниц→ Scandlines

### Швеция
- Лен Сконе
  -  Треллеборг  108 9
  -  Веллинге  100
  - Мальмё
    -  E 20-ЗАПАД: на Копенгаген (Дан.), Оденсе (Дан.), Эсбьерг (Дан.)
    -  E 65 на Истад  Свиноуйсьце (Пл.), Щецин (Пл.), Прага (Чх.), Брно (Чх.), Братислава (Сл.), Загреб (Хр.), Подгорица (Чер.), Скопье (Мк.), Патры (Гр.)

  -  E 20 E 6-СЕВЕР: на Хельсингборг, Гётеборг, Осло (Нор.), Лиллехамер (Нор.), Тронхейм (Нор.), Нарвик (Нор.), Альта (Нор.), Киркенес (Нор.)
  -  108
  - Лунд
  -   104 113
  - Хёрбю
  -  19  Кристианстад
  -  Эльшё
  - Кристианстад
    -  Самая низкая точка Швеции: 2,4 м ниже уровня моря
    -  118

  -  Фьялкинге
  -   Гуалёв
  -  116
- Лен Блекинге
  -  Сёльвесборг
  - Норье
  -  121
  -  29
  - Карлсхамн
  - Роннебю  27 на  Роннебю, Векшё, Бурос
  - Карлскруна  122 28 на СЕВЕР: Ветланда; на ЮГ:  База ВМС
  - Емьё
- Лен Кальмар
  - Бергквара
  -  Сёдерокра
  -  Ринкабюхольм
  -   Кальмар
  -  Кальмар  137
  -  Линсдаль
  -  125
  - Олем
  - Мёнстерос
  - Оскарсхамн  37 47
  -  Оскарсхамн
  - Форбу  Фигехольм
  -  Мост через оз. Марен (≈ 120 м)
  -  Мост через оз. Боторпстрем (≈ 85 м)
  -  40
  - Гуннебю
  -  Вестервик
  - Гамельбю  35
  -  213
- Лен Эстергётланд
  -  212
  -  210
  - Сёдерчёпинг
  -  Мост через Гёта-канал (≈ 40 м)
  -  Норрчёпинг (паромная переправа не существует)
    -  E 4 на СЕВЕР: Сёдертелье, Стокгольм, Сундсвалль, Умео, Лулео, Торнио (Фин.) ; на ЮГ: Йёнчёпинг, Хельсингборг

### Латвия
- Курземе
  -  A10 Вентспилс→ от/до Нюнесхамн (Шв.) Scandlines (как альтернатива)[1][2]
  -  P124
  - Попе
  - Угале  P123
  -  P120
- Земгале
  - Пуре
  - Тукумс
- Видземе
  - Юрмала
    -  P128 на Юрмала-Слока
    -  Мост через Лиелупе (≈ 440 м)
    -  Мост через канал Варкалю (≈ 67 м)
    -   Юрмала-Булдури

  - A5 Рига, Рижская объездная дорога
    -   A9 на Салдус, Лиепая
    -  A8E 77-ЮГ: Елгава, Шяуляй (Лит.), Калининград (Рос.), Гданьск (Пл.), Варшава (Пл.), Краков (Пл.), Зволен (Сл.), Будапешт (Вен.)
    -  A7E 67-ЮГ: Бауска, Каунас (Лит.), Варшава (Пл.), Вроцлав (Пл.), Прага (Чех.)
    -  P85
    - A6 Дарзини

  -  Саласпилс
  -   A4E 67-E 77-СЕВЕР
  - Икшкиле  P10
  - Огре  P5
  - Циемупе
  - Кегумс  P8
  - Лиелварде   Авиабаза «Лиелварде»
  - Кайбала
  -  P87
  -  (1 км) Айзкраукле
  -  Мост через Персе (≈ 50 м)
  - Кокнесе
  - Плявиняс  P37
- Латгале
  -  Мост через Айвиексте (≈ 120 м)
  - A12 Екабпилс
  -  P84
  - Варакляны
  - Виляны
  - Сакстагалс
  -  A15
  - Резекне
    -  P36 на Гулбене
    -  E 262A13 на СЕВЕР: Карсава, Остров (Рос.); на ЮГ: Даугавпилс, Каунас (Лит.)

  -  Мост через Резекне (≈ 37 м)
  -  Мост через Резекне (≈ 30 м)
  - Лудза
  -  P49
  -  P52 (1 км) Зилупе
  -  МАПП Терехово
  -  Мост через Синюю (≈ 60 м)

### Россия
- Псковская область
  -  М9 МАПП Бурачки
  - Заситино
  -  Мост через Иссу (≈ 45 м)
  -  Тыловой КПП «Исса» (проезд в сторону границы только при наличии пропуска или шенгенской визы в Загранпаспорте)
  -  А117
  -  (600 м) Идрица
  -  Мост через Неведрянку (≈ 50 м)
  -  М20
  - Новосокольники
  -  Мост через Ловать (≈ 90 м)
  -  Р51 (≈ 1,6 км) Великие Луки
  - Великие Луки  Р51
  -  Мост через Вскуицу
  -  Мост через Кунью
  - Кунья
- Тверская область
  -  Торопец
  -  Мост через Торопу (≈ 60 м)
  -  Мемориал сожжённым деревням в 1941 году[3]
  -  Мост через Западную Двину (≈ 75 м)
  -  Мост через Велесу (≈ 45 м)
  -  Мост через Межу (≈ 90 м)
  -  Р136
  -  (3 км) Нелидово
  -  (3,5 км) Мирный
  - Ржев  28К-0576 на Тверь
  - Зубцов
    -  Мост через Вазузу (≈ 150 м)

  -  Мост через Держу (≈ 70 м)
  -  Памятник «Катюше»
  - Погорелое Городище
  -  (670 м) Аэродром «Орловка»
- Московская область
  - Княжьи Горы
  - Шаховская  Р90
  - Волоколамск  Р108
    -   Волоколамское шоссе

  -  (3,1 км) Сычёво
  - Новопетровское  А108 («большая бетонка», «Московское большое кольцо»)
  -  Мост через Молодильню (≈ 55 м)
  -  (700 м) Веретёнки, Лужки, Онуфриево
  -  (1,6 км) Кострово
  -  Мост через Малую Истру
  -  (8 км) Истра
  -  А107 («малая бетонка», «Московское малое кольцо»)
  - Покровское
  -  Павловская Слобода
  -  Пирамида Голода
  - Ивановское
  -  Мост через Истру
  -  на СЕВЕР: Веледниково; на ЮГ: Истру
  - Бузланово
  -  на СЕВЕР: Николо-Урюпино; на ЮГ: Глухово
  -  на СЕВЕР: Новый; на ЮГ:  Архангельское
  - Красногорск  Ильинское шоссе
  -  Мост через Москву-реку (≈ 380 м)
- Москва
  - МКАД-ЗАПАД
  -  Спасский мост через Москву-реку (≈ 204 м)
  -  Волоколамское шоссе
  -  Бутаковский мост через Бутаковский залив Химкинского водохранилища
  -  E 105М10 на СЕВЕР: Химки, Зеленоград, Тверь, Торжок, Валдай, Санкт-Петербург, Петрозаводск, Мончегорск, Кандалакша, Мурманск, Киркенес (Норв.)
  -  Химкинские мосты через Канал имени Москвы (≈ 265 м)
  -  А104 («Дмитровское шоссе») на СЕВЕР: Дмитров, Дубна
  -  Алтуфьевское шоссе
  -  Осташковское шоссе
  -  E 115М8 («Ярославское шоссе») на СЕВЕРО-ВОСТОК: Королёв, Сергиев Посад, Переславль-Залесский, Ростов, Ярославль, Вологда, Архангельск, Северодвинск
  -  А103 («Щёлковское шоссе»)
- Московская область
  - М7  Реутов
  -  Мост через Чернавку (≈ 20 м)
  - Балашиха
    -  Мост через Пехорку (≈ 40 м)
    -  Усадьба Пехра-Яковлевское
    -  Памятник павшим в Великой Отечественной войне 1941—1945 годов

  -  Мост через Купавинку (≈ 40 м)
  - Старая Купавна
  -  (1,6 км) Монино
  -  Скульптурная композиция «Лоси»
  - Обухово  Монинское шоссе
  -  Монумент «БМД-1»
  - Ногинск  A107 (Московское малое кольцо) на Электросталь
  - ЦКАД (М8 на север, М5 на юг)
  -  Мост через Клязьму (≈ 95 м)
  -  Мост через Шерну (≈ 70 м)
  -  Мост через Плотню (≈ 45 м)
  - Большое Буньково
  -  (6 км) Павловский Посад
  - Кузнецы
  -  (1,8 км) Электрогорск
  - Ожерелки  A108-СЕВЕР (Московское большое кольцо) на Сергиев Посад
  -  Мост через Большую Дубну (≈ 50 м)
  - Малая Дубна  A108-ЮГ на Орехово-Зуево
    -  Памятник-макет БРДМ
    -  Мост через Малую Дубну (≈ 55 м)
- Владимирская область
  -  Мост через Киржач
  - Покров  Киржач
    -  Мост через Шитку (≈ 45 м)

  -  Мост через Вольгу (≈ 50 м)
  -  Место гибели Александра Дедюшко и его семьи
  - Петушки
  -  Мост через Большую Липню (≈ 55 м) в дер. Липна
  - Пекша
  -  Мост через Пекшу (≈ 100 м)
  - Лакинск
  - Ворша
  -  Р75 на Кольчугино
  -  Мост через Колокшу (≈ 115 м)
  -  Южная объездная дорога Владимира
  - Владимир
    -   Аэропорт «Семязино»
    -  Объездная
      -  Р74 на Юрьев-Польский, Переславль-Залесский
      -  Мост через Рпень (≈ 60 м)
      -  на Суздаль, Иваново

    -  Сунгирь

  - Боголюбово
    -  Свято-Боголюбовский монастырь (бывш. резиденция и место убийства князя Андрея Боголюбского)

  -  Мост через Нерль (≈ 120 м)
  - Лемешки
  - Новая Быковка
  -  Камешково
  - Дворики
  -  (700 м)  Заводь Букля (место паломничества рыбаков)
  -  Мост через Клязьму (≈ 360 м)
  - Пенкино
  -  Южная объездная дорога Владимира
  - Сенинские Дворики  Р71 Ковров, Шуя, Вичуга, Кинешма
  - Павловское
  - Симонцево
  - Чудиново
  - Вязники  Объездная
  -  Р76 на Муром
  - Гороховец
    -   Горнолыжный комплекс «Пужалова гора»
    -   Сретенский монастырь
    -  Дом судовладельца и заводчика М. И. Шорина

  -  (1,5 км) Пляж на Клязьме
  -  Мост через Клязьму (≈ 320 м)
- Нижегородская область
  -  Памятный знак Пресвятая Богородица[4]
  - Золино
  -  (4,5 км) Володарск
  - Пыра
  -  (4,3 км) Дзержинск, Желнино
  -   Аэропорт «Стригино»
  - Нижний Новгород
    -  Стригинский мост через Оку (985 м)
    -  Р158 на Арзамас, Саранск, Пенза, Саратов

  -  (330 м) Ждановский
  - Кстово
  -  Мост через Кудьму (≈ 85 м)
  -  Мост через Шаву (≈ 60 м)
  - Запрудное
  -  Мост через Алферовку (≈ 65 м)
  -  Р162 на Княгинино, Сергач
  -  Мост через Китмар (≈ 30 м)
  - Нива
  -  Мост через Сундовик (≈ 100 м)
  - Лысково
  -  Мост через Валаву (≈ 90 м) у дер. Неверово
  - Львово
  -  Мост через Гремячку (≈ 200 м)
  - Воротынец
  -  Мост через Семьянку (≈ 70 м) у с. Семьяны
  -  Мост через Белавку (≈ 50 м) у с. Белавка
- Чувашская республика
  -  Мост через Суру (≈ 370 м)
  - Малые Тюмерли
  -  Мост через Юнгу (≈ 40 м)
  -  Р231 на Шумерля, Алатырь
  - Калмыково
  - Калайкасы
  - Чебоксары-ЗАПАД  Объездная
    - Яуши
    -  на Вурнары
    - Большие Карачуры
    -  Вурнарское шоссе на Чебоксары-ЦЕНТР у пос. Новые Лапсары
    -  Канашское шоссе на Чебоксары-ВОСТОК

  - Кугеси
  -  Мост через Тожанарку (≈ 33 м)
  -  Мост через Большой Цивиль (≈ 110 м)
  - Цивильск  А151 на Канаш, Ульяновск, Сызрань
    -  Тихвинский монастырь

  -  Мост через Малый Цивиль (≈ 70 м)
  -  Р174 на Мариинский Посад
  - Чиричкасы
  - Андреево-Базары
  -  Мост через Средний Аниш (≈ 265 м)
  - Емёткино
  -  Мост через Белую Воложку (≈ 50 м)
  -  на Козловку
  - Тюрлема  (21 км)  Карстовые озера «Собакинские Ямы»[5]
- Республика Татарстан
  -  на Нижние Вязовые у пос. Большое Ходяшево
  - Исаково
  -  Мост через Свиягу (≈ 390 м)
  -  Место отдыха на берегу разлива и устья Свияги и Волги
  - Гаврилково
  -  Мост через Сулица (≈ 72 м)
  -  Горнолыжный комплекс «Казань»
  -  Р241 на Буинск, Ульяновск
  - Набережные Моркваши
  -  Автодорожный мост и дамба через Волгу (≈ 4,2 км)
  - Казань  Объездная
    - посёлок Займище
    -  Залесная улица на Казань-ЗАПАД
    -  Песочная улица на Казань-СЕВЕР
    -  Советская улица на Казань-СЕВЕР у пос. Щербаково
    -  Мост через Казанку (≈ 60 м)
    -  Улица Мира на Казань-ЦЕНТР
    -  на Малмыж,Киров
    -  Мамадышский тракт на Казань-ВОСТОК
    -  Вознесенский тракт, строится

  - Шали  Р239 На Сорочьи Горы, Алексеевское, Чистополь, Альметьевск, Оренбург
  -  Мост через Шумбутка (≈ 60 м)
  -  Мост через Шумбут (≈ 77 м)
  -  Мост через Берсут (≈ 80 м)
  -  Мост через Омарка (≈ 50 м)
  -  Мост через Кирмянка (≈ 60 м)
  -  на (4 км) Мамадыш
  -  Мост через Вятку (≈ 620 м)
  - Обход Набережных Челнов и Нижнекамска, строится
  -   Национальный парк «Нижняя Кама»
  - Елабуга
  -  М7 на Уфу
  -  на Менделеевск
  -  Мост через Юрашку
- Удмуртская Республика
  -  Мост через Ятцазшурку
  -  Мост через Пугачку
  - Алнаши
    -  на Грахово

  -  Мост через Алнашку
  -  Мост через Валу
  -  Мост через Нышу
  - Можга
  -  Мост через Вала
  -  Мост через Бобинку
  -  Мост через Агрызку
  - Малая Пурга
    -  на Агрыз

  -  Мост через Постолку
  -  Мост через Лудзинку
  - Ижевск  Объездная
    -  Можгинский тракт на Ижевск
    -   Лудорвай
    -  на Уву
    -  Мост через Люк
    -  Мост через Иж
    -  Якшур-Бодьинский тракт на Ижевск

  -  Мост через Иж
  -  Мост через Селычку
  - Якшур-Бодья
  -  Мост через Нязь
  -  Мост через Чутырку
  - Игра
    -  Р242 на Селты
    -  Р321 на Глазов и Киров

  -  Мост через Туганшур
  - Зура
  -  Мост через Иту
  -  Мост через Чепцу
  - Дебёсы
  -  Мост через Медло
  -  Мост через Чепцу
- Пермский край
  - Большая Соснова
  - Очер
  -  Р243, А153, на Киров, Кудымкар
  - Краснокамск
  -  р. Кама
  - Р242 Пермь
    -  Лобаново
    -  Бершеть

  - Кунгур
  - Суксун
- Свердловская область
  - Ачит На Красноуфимск, Месягутово, Малояз, Кропачево
  - Бисерть
  -  на Первоуральск, Ревда
  - Екатеринбург, ЕКАД
    -   на север Нижний Тагил, на юг на Полевской
    -   М5 на Челябинск
    -   на аэропорт Кольцово

  - Р351 
  - Белоярский
  - Богданович
  - Камышлов
  - Пышма
  - Троицкий
  - Тугулым
- Тюменская область
  - Успенка
  - Р402 Тюмень ,ТКАД
  - Боровский
  - Винзили
  - Богандинский
  -  Исетское, Ярково
  - Ялуторовск
  - Заводуковск
  - Омутинское
  - Голышманово
  - Р254 на Макушино, Курган
  - Ишим